# 警察總監 (新加坡)
警察總監（英語：Commissioner of Police，簡稱：CP），為新加坡警察部隊最高級人員，對上直屬內政部長，下級為副警察總監。
職位於1857年在《警察法》通過之後設立，托馬斯·德明是第一任警察總監，當時的月薪為800盧比。